# 蒙捷鎮區 (密蘇里州香農縣)
蒙捷鎮區（英語：Montier Township）是位於美國密蘇里州香農縣的一個行政鎮區。

## 地方資料
蒙捷鎮區的面積為89.20平方千米，當中陸地面積為89.18平方千米，而水域面積為0.02平方千米。根據2020年美國人口普查的數據，當地共有人口575人，而人口密度為每平方千米6.45人。